# 鈴木克美 (柔道)
鈴木 克美（すずき　かつみ）は日本の柔道家。現役時代は60kg級の選手。

## 経歴
東海大学時代には新人体重別の軽量級で2位になると、全日本学生選手権の軽量級では優勝を飾った。卒業後に東海大第一高校の教員になると、1978年の講道館杯60kg級では決勝で国士舘大学教員の森脇保彦を破って優勝した。選抜体重別でも決勝で愛媛県警の濱田初幸を破って優勝を飾った。さらに初開催となった嘉納杯でも決勝で森脇を破って60kg級の初代チャンピオンとなった。1979年のフランス国際では3位にとどまった。また、講道館杯と体重別でも3位だった。1980年の講道館杯では決勝で福岡県警の藤木一也を破って2年ぶり2度目の優勝を飾った。体重別では決勝で森脇に敗れて2位にとどまった。引退後は東海大学付属静岡翔洋高等学校・中等部の柔道部監督に就任した。

## 主な戦績
- 1974年 -　新人体重別　軽量級　2位
- 1974年 -　オーストリア国際　軽量級　優勝
- 1976年 -　全日本学生選手権　軽量級　優勝
- 1977年 -　ハンガリー国際　優勝
- 1978年 -　講道館杯　優勝
- 1978年 -　体重別　優勝
- 1978年 -　嘉納杯　優勝
- 1979年 -　フランス国際　3位
- 1979年 -　講道館杯　3位
- 1979年 -　体重別　3位
- 1980年 -　講道館杯　優勝
- 1980年 -　体重別　2位

(出典、JudoInside.com)。